# Колошин, Николай Николаевич
Николай Николаевич Колошин (ок. 1824 — 1904) — тайный советник, член Совета министра внутренних дел Российской империи.

## Биография
По официальным документам, происходил из мещан, что, однако, подвергалось сомнению его сослуживцами. Год рождения точно не установлен — по метрическим записям о его браке и смерти родился около 1824 года; однако имеется указание, что студент 4-го курса московского университета имел возраст 22 года.
Окончил 1-ю Московскую гимназию (1839) и 1-е отделение философского факультета Московского университета со званием кандидата (1843). Службу начал 24 марта 1844 года — был принят в Министерство внутренних дел (без содержания) с прикомандированием для занятий к Департаменту общих дел министерства; получил чин коллежского секретаря; с 17 июля 1846 года — старший помощник столоначальника.
В 1849 году был привлечён (по выражению самого Колошина, «был притянут») по делу петрашевцев. Жил он тогда вместе с Дмитрием Фонвизиным (сыном декабриста) в доме А. Х. Пеля (ныне — улица Пестеля, 12). По распоряжению секретной следственной комиссии Колошин был арестован и заключён в Петропавловскую крепость. После допроса, проведённого 2 августа 1849 года, он был признан «неприкосновенным» к делу Петрашевского и освобождён. Из-за этого события сотрудники III отделения долго чинили Колошину препятствия для получения загранпаспорта. Только по рекомендации доктора медицины профессора Петра Блументроста по Высочайшему разрешению, полученному 10 мая 1857 года, Колошин смог выехать за границу для лечения.
В коллежские асессоры он был произведён в 1851 году; надворный советник на должности старшего производителя работ в Статистическом комитете с 20 сентября 1854 года; в чин коллежского советника с назначением старшим редактором Земского отдела Центрального статистического комитета Министерства внутренних дел был произведён 27 ноября 1858 года; в статские советники — в 1859 году. С 7 января 1861 года был назначен чиновником особых поручений V класса при министре внутренних дел с предписанием оставаться при исправлении прежних обязанностей. В том же году был назначен помощником управляющего Земским отделом того же министерства и находился в этой должности до 1869 года, причём неоднократно управлял отделом и исполнял весьма важные и по особому доверию возлагавшиеся на него поручения, в том числе и по Нижегородской губернии, куда был командирован весной 1863 года сроком на полгода.
Произведён в действительные статские советники 17 апреля 1862 года; с 14 марта 1869 года — член Совета министра внутренних дел.
Произведен в тайные советники 16 апреля 1872 года. Состоял членом «Высшей комиссии для пересмотра действующих о евреях в империи законов», образованной 4 февраля 1883 года.
Был членом Петербургского Английского собрания; с 26 января 1849 года был членом Русского географического общества.
Умер от «размягчения мозга, старческого слабоумия» 8 (21) ноября 1904 года в Петербурге. Похоронен на Волковском православном кладбище.

## Награды
- Св. Анны 2-й ст. (1861)
- Св. Владимира 3-й ст. (1863)
- Св. Станислава 1-й ст. (1864)
- Св. Анны 1-й ст. (1868)
- Св. Владимира 2-й ст. (1876)
- Белого орла (1880)

За 50-ти летнюю государственную службу был награждён знаком отличия беспорочной службы, а за участие в трудах редакционной комиссии был удостоен золотой медали, учреждённой в память освобождения крестьян от крепостной зависимости.

## Cемья
С 7 июня 1881 года был женат на Александре Николаевне Гронской (21.01.1841—26.01.1916, младшей дочери надворного советника. Этот брак был бездетным.
По Всемилостивейшему разрешению императора Александра II 22 июня 1869 года приёмной дочерью Николая Николаевича Колошина стала Ольга — его крестница, родившаяся в Санкт-Петербургской губернии 6 ноября 1863 года. Впоследствии она была женой Ивана Парфеньевича Верховского (1850—1899), а затем — Михаила Александровича Ограновича. У Ольги Николаевны и Ивана Парфеньевича Верховских в 1886 году родился сын Александр, ставший в 1917 году Военным министром Временного правительства.